# Minak
Minak (arab. منق) – miejscowość w Syrii, w muhafazie Aleppo. W 2004 roku liczyła 2128 mieszkańców.